# Ana Süssner Rubin
Ana Süssner Rubin, född 19 mars 1980, är en svensk politiker inom Vänsterpartiet och jurist. 
Rubin var ledamot i  Kommunfullmäktige i Göteborg för Vänsterpartiet under 2006 - 2010. Hon satt i Vänsterpartiets partystyrelse under 2010 - 2014 och var distriktsordförande för Vänsterpartiet Skåne 2017 - 2019.
Rubin är gift med Henning Süssner Rubin.
Ana Süssner Rubin utsågs i januari 2019 till andrakandidat för Vänsterpartiet i Europaparlamentsvalet i Sverige 2019.